# Berchtesgadener Land járás
Berchtesgadener Land járás egy járás Bajorországban. Berchtesgadener Land járás Traunstein, Zell am See-i, Sankt Johann im Pongau, Halleini, Salzburg-Umgebung és Salzburg járásokkal határos. Lakosainak száma 90 689 fő (1987. május 25.).

## Népesség
A járás népessége az elmúlt években az alábbi módon változott:
| Lakosok száma | 86 287 | 90 689 | 101 875 | 102 346 | 102 976 | 103 907 | 104 480 | 105 052 | 105 722 |
|               | 1970   | 1987   | 2012    | 2013    | 2014    | 2015    | 2016    | 2017    | 2019    |